# 满哥帖木儿
满哥帖木儿（?—?），明朝初年西域吐鲁番首领。其父尹吉儿察为东察合台汗国歪思汗驱逐，尹吉儿察逃到明朝京师。明成祖把他遣还故土，之後，尹吉儿察两次亲自到明朝朝贡。宣德三年（1428年），满哥帖木儿来朝见明宣宗。